# The Brand of Hate
The Brand of Hate è un cortometraggio muto del 1917 diretto da Edwin Stevens.
Il soggetto è il primo film scritto da Betty Burbridge che, dopo una breve carriera di attrice durata tre anni (dal 1913 al 1916), si dedicò alla scrittura, diventando sceneggiatrice e soggettista.
È l'ultimo film interpretato da Dixie Compton che poi si ritirò dagli schermi.

## Produzione
Il film fu prodotto dall'Universal Film Manufacturing Company (con il nome Universal Gold Seal).

## Distribuzione
Distribuito dall'Universal Film Manufacturing Company, il film uscì nelle sale cinematografiche USA il 19 giugno 1917.